# Buick Lucerne
La Buick Lucerne est un véhicule du constructeur automobile américain Buick lancé en 2005. Elle remplace deux modèles mythiques de la marque : la LeSabre et la Park Avenue, dont l'origine remonte à 1959 pour la première, et 1990 pour la seconde. En ce qui concerne la taille, la Lucerne se situe en fait entre les deux berlines. Elle utilise la même plateforme que la Cadillac DTS. Aux États-Unis, elle fut la Buick la plus vendue, et de loin. Pour 2008, elle reçoit une version sport et change son V6.

## Version Super
En 2008, une version à vocation sportive de la Lucerne est apparue. Baptisée Super, elle reprend le V8 de la berline et augmente sa puissance de dix-sept petits chevaux. C'est la seule Lucerne à avoir un moteur V8.

## Motorisations
Elle dispose de trois V6 et de deux V8 :
- V6 3.8 L 197 ch. (2005-2008).
- V6 3.9 L 219 ch. (2008-2012).
- V6 3.9 L E85 227 ch. (2008-2012).
- V8 4.6 L 275 ch. (2005-2008).
- V8 4.6 L 292 ch. (2007-2012), pour la Lucerne Super.

Elle est disponible uniquement en boîte auto à quatre rapports.

## Ventes aux États-Unis
| Année          | Ventes  | Différence |
| -------------- | ------- | ---------- |
| 2005           | 8 821   |            |
| 2006           | 96 515  | +994,2 %   |
| 2007           | 82 923  | -14,1 %    |
| 2008           | 54 930  | -33,8 %    |
| 2009           | 31 292  | -43 %      |
| 2010           | 26 459  | -15,4 %    |
| 2011           | 20 358  | -23,1 %    |
| 2012 (11 mois) | 970     | -95,1 %    |
| Total          | 322 268 |            |

## Galerie photos

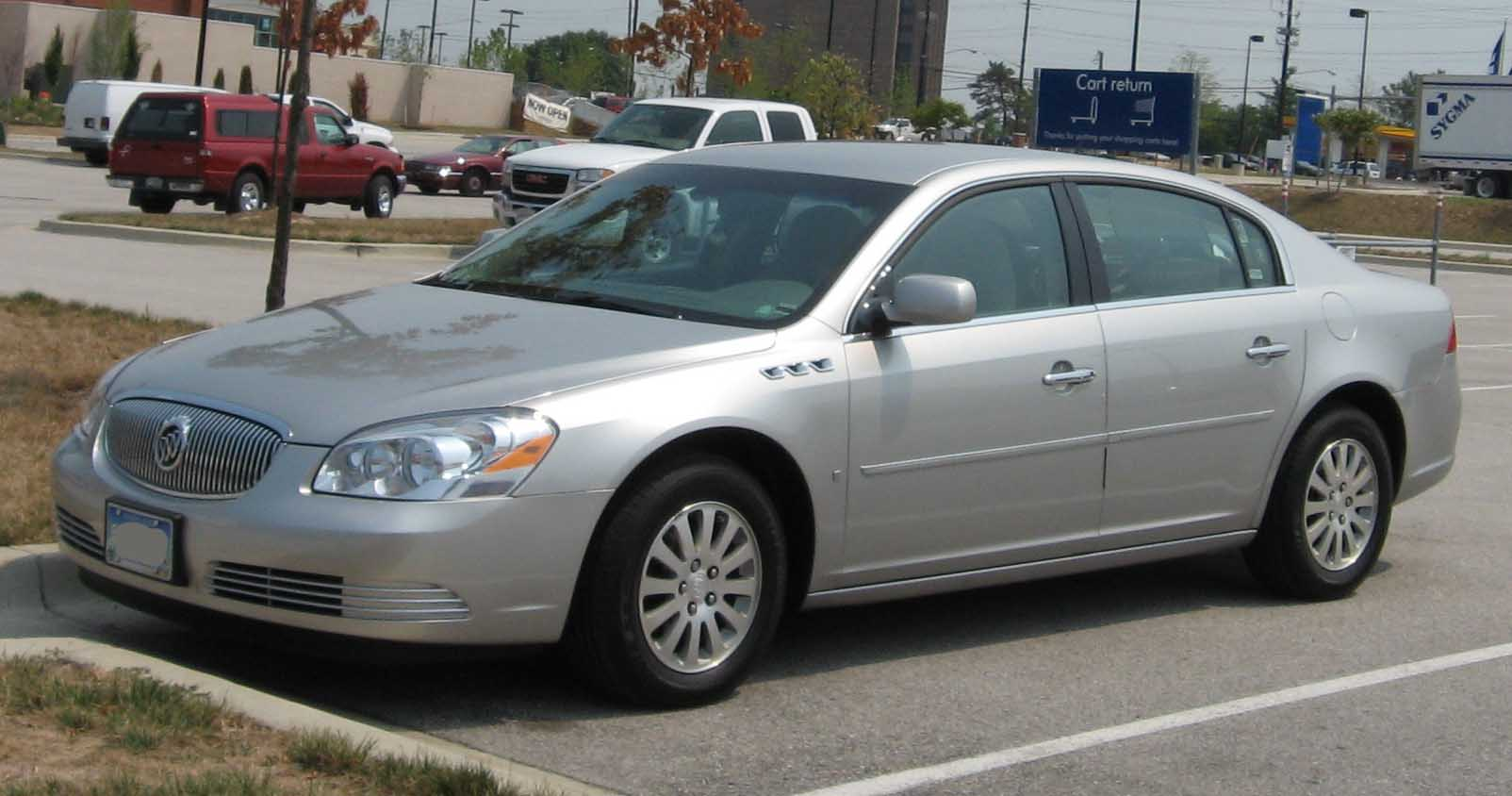
Lucerne
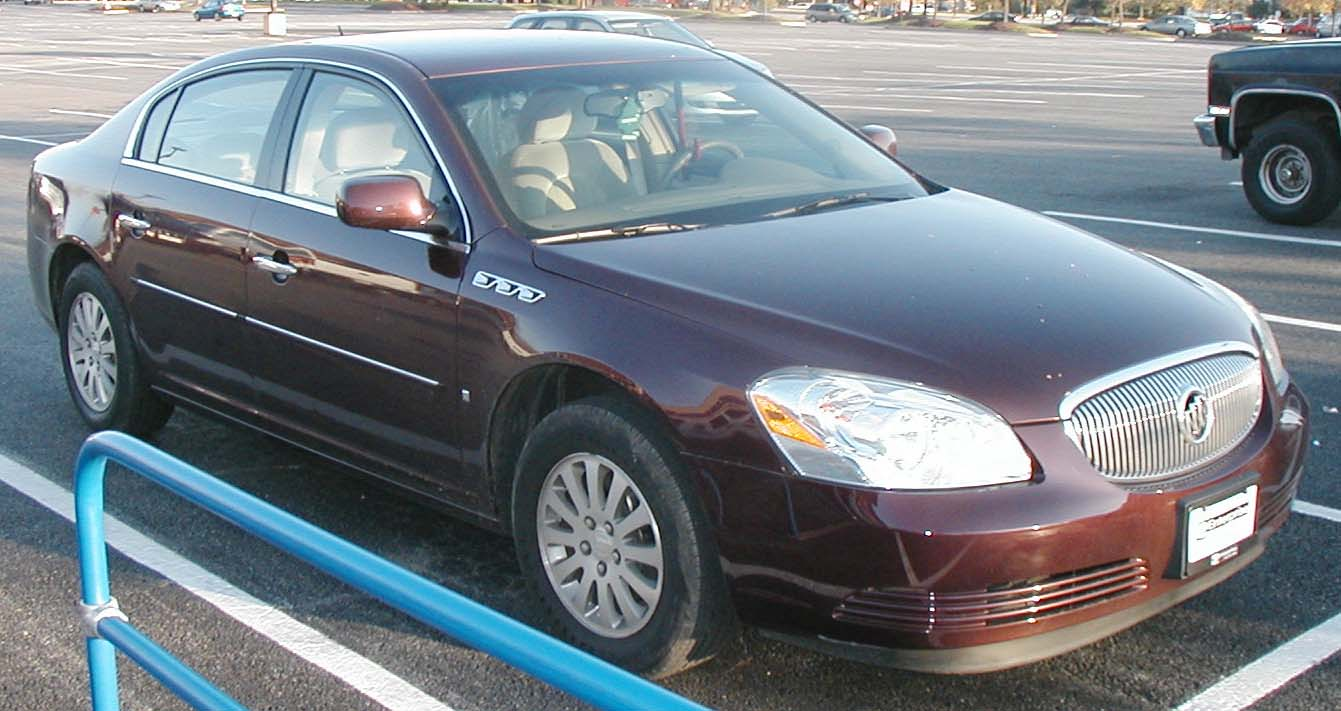
Lucerne
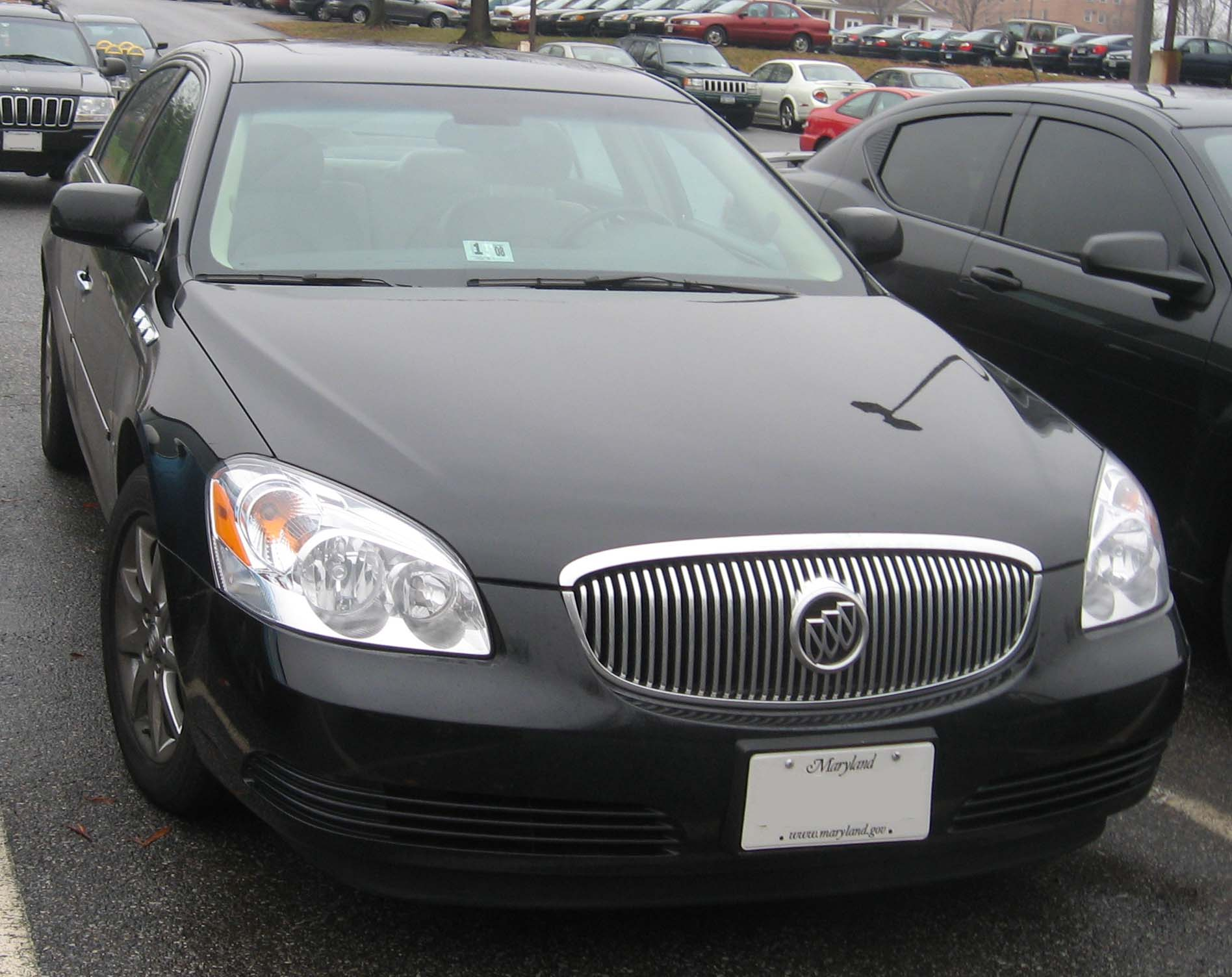
Lucerne
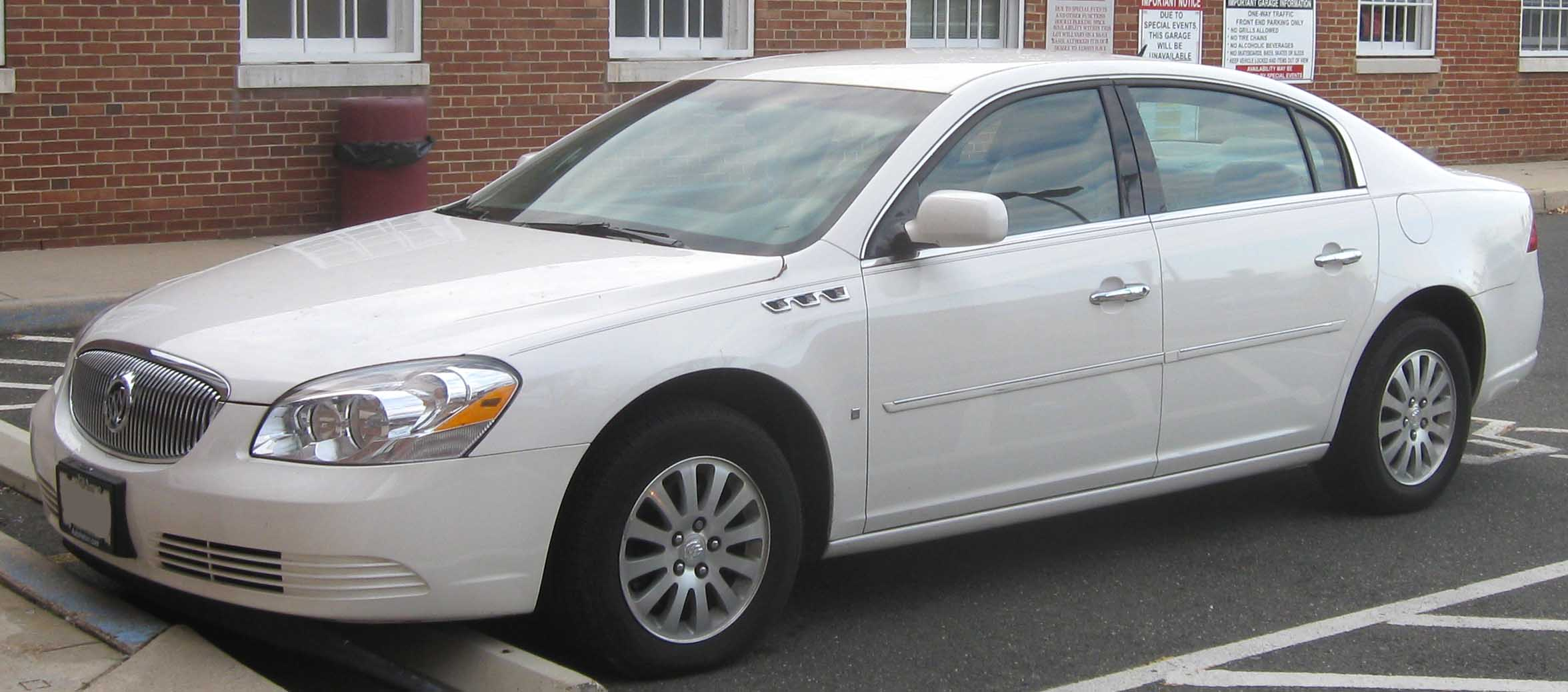
Lucerne CX
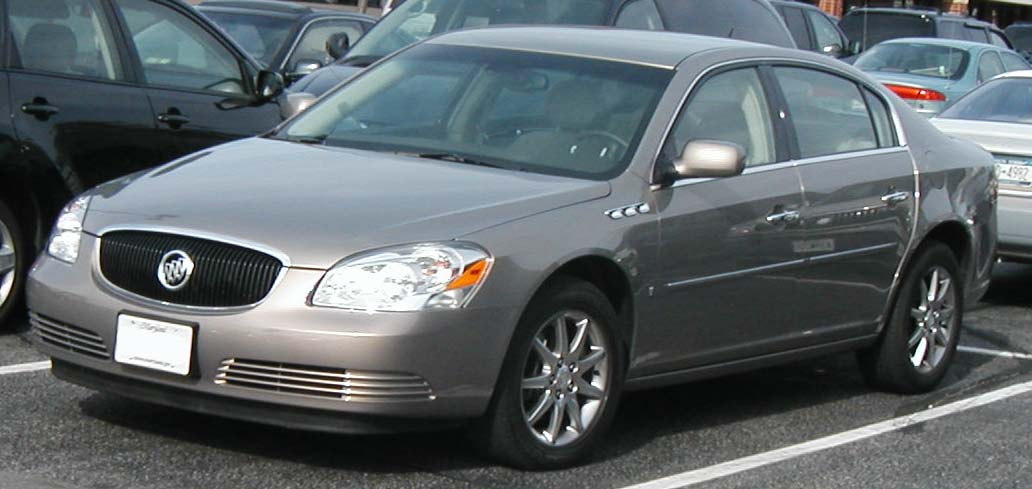
Lucerne CXL
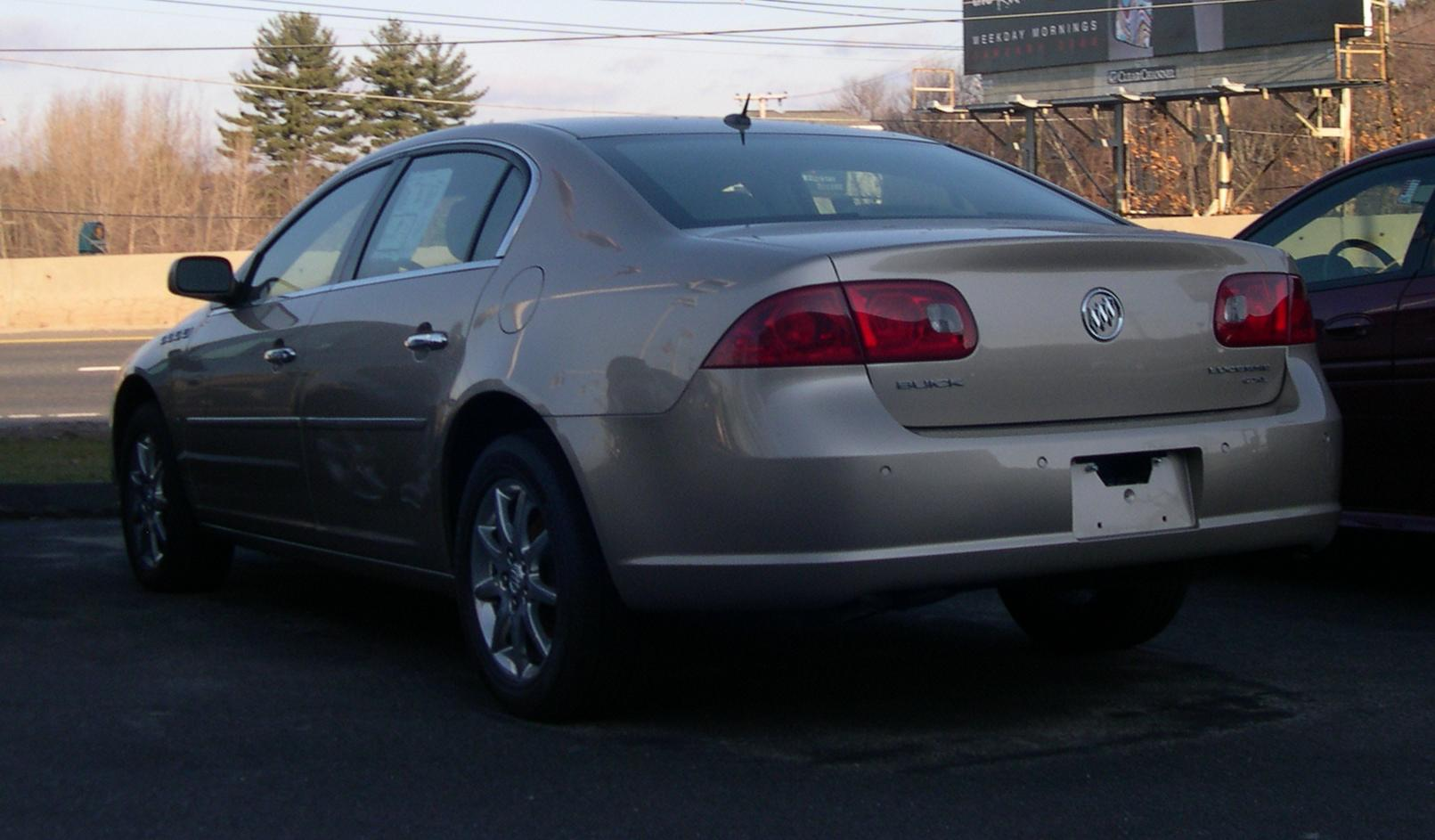
Lucerne
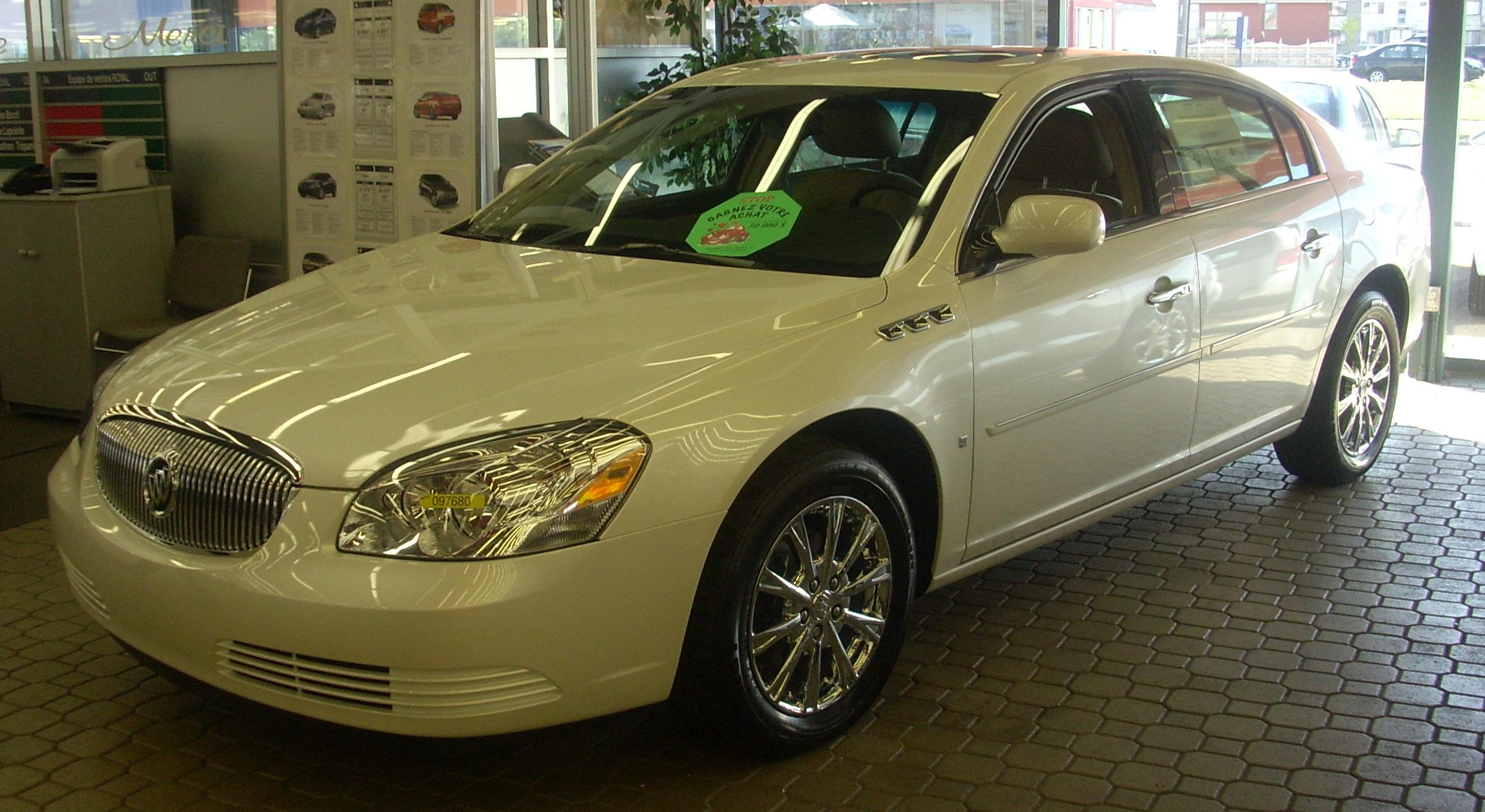
Lucerne CXL
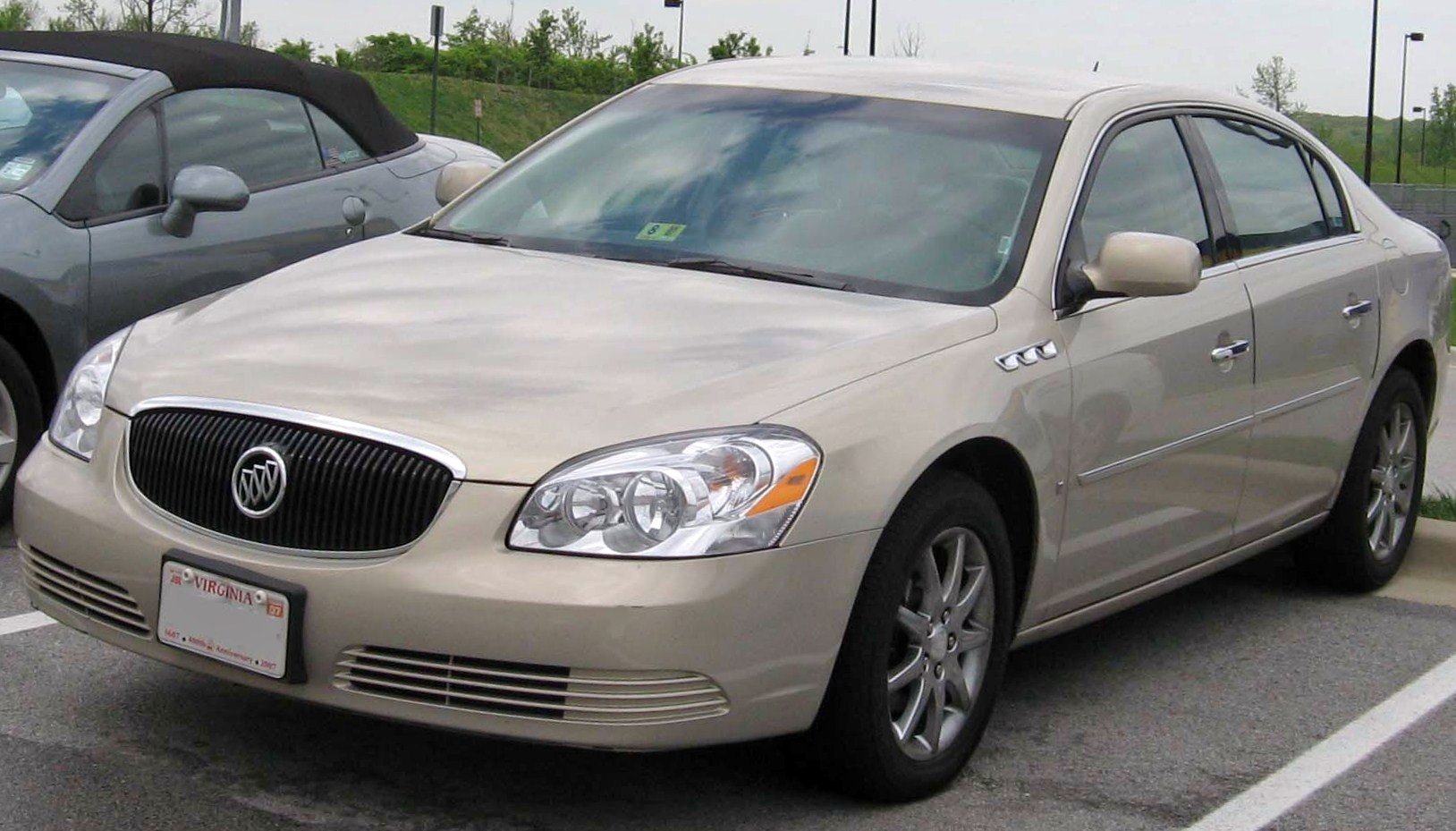
Lucerne
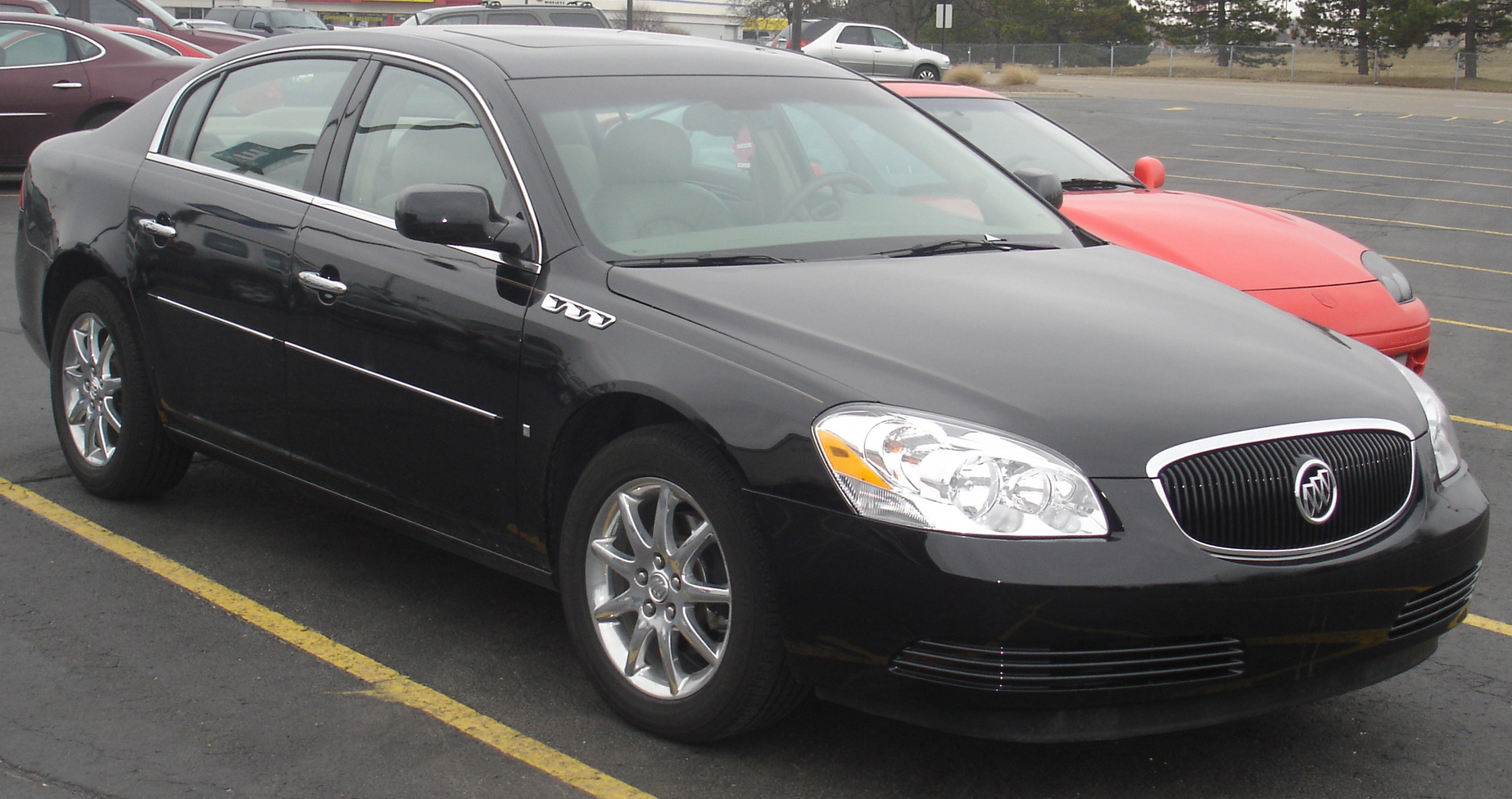
Lucerne